# Mansour Rashidi
Mansour Rashidi (Masjed Soleyman, Irán; 12 de noviembre de 1947) es un exfutbolista de Irán que jugaba en la posición de guardameta.

## Carrera

### Club
| Periodo   | Club           |
| --------- | -------------- |
| 1960-1964 | Taj Abadan     |
| 1964-1970 | Bargh Tehran   |
| 1970      | Persepolis FC  |
| 1970-1971 | Deyhim Tehran  |
| 1971–1978 | Taj FC         |
| 1980–1987 | Naft Tehran FC |

### Selección nacional
Jugó para Irán de 1972 a 1985 con la que jugó en 20 partidos, participó en dos ediciones de los Juegos Olímpicos y ganó la medalla de oro en los Juegos Asiáticos de 1974 y también ganó la Copa Asiática 1976.

## Logros

### Club
- Takht Jamshid Cup: 1974–75
- Copa Hazfi Cup: 1976–77

### Selección nacional
- Asian Cup: 1976
- Juegos Asiáticos: 1974